# Kevin Castaño
Kevin Castaño, né le 29 septembre 2000 à Itagüí en Colombie, est un footballeur colombien qui évolue au poste de milieu défensif à River Plate.

## Biographie

### En club
Né à Itagüí en Colombie, Kevin Castaño est formé par le Rionegro Águilas, qu'il rejoint à l'âge de 12 ans. C'est avec ce club qu'il fait ses débuts en professionnel, le 29 octobre 2020, lors d'une rencontre de coupe de Colombie face au Leones FC. Il entre en jeu à la place d'Andrés Rentería (en) et son équipe s'impose par deux buts à un. S'imposant comme un joueur clé de son équipe à partir de 2022, il devient l'une des valeurs sûres du championnat colombien.
Lors de l'été 2023, Kevin Castaño rejoint le Mexique afin de s'engager en faveur du Cruz Azul FC. Le transfert est officialisé le 27 juin 2023.
Il joue son premier match sous ses nouvelles couleurs le 2 juillet 2023, contre l'Atlas FC. Il est titularisé et son équipe s'incline (2-0 score final).

### En sélection
Kevin Castaño est convoqué pour la première fois avec l'équipe nationale de Colombie en janvier 2023, par le sélectionneur Néstor Lorenzo. Il honore sa première sélection lors de ce rassemblement, contre les États-Unis. Il entre en jeu à la place de Yilmar Velasquez (en) et les deux équipes se neutralisent (0-0 score final),.

## Statistiques

### En sélection nationale
| Saison                | Sélection             | Phases finales        | Phases finales | Phases finales | Phases finales | Éliminatoires CDM | Éliminatoires CDM | Éliminatoires CDM | Matchs amicaux | Matchs amicaux | Matchs amicaux | Total | Total | Total |
| Saison                | Sélection             | Compétition           | M              | B              | Pd             | M                 | B                 | Pd                | M              | B              | Pd             | M     | B     | Pd    |
| --------------------- | --------------------- | --------------------- | -------------- | -------------- | -------------- | ----------------- | ----------------- | ----------------- | -------------- | -------------- | -------------- | ----- | ----- | ----- |
| 2022-2023             | Colombie              | -                     | -              | -              | -              | -                 | -                 | -                 | 4              | 0              | 0              | 4     | 0     | 0     |
| 2023-2024             | Colombie              | Copa América 2024     | 4              | 0              | 0              | 3                 | 0                 | 0                 | 3              | 0              | 0              | 10    | 0     | 0     |
| Total sur la carrière | Total sur la carrière | Total sur la carrière | 4              | 0              | 0              | 3                 | 0                 | 0                 | 7              | 0              | 0              | 14    | 0     | 0     |